# Oude Toren (Eindhoven)

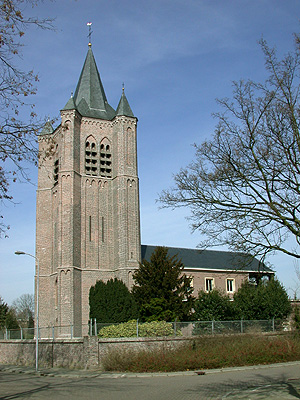
De huidige Oude Toren met lage spits en de veel later aangebouwde aula

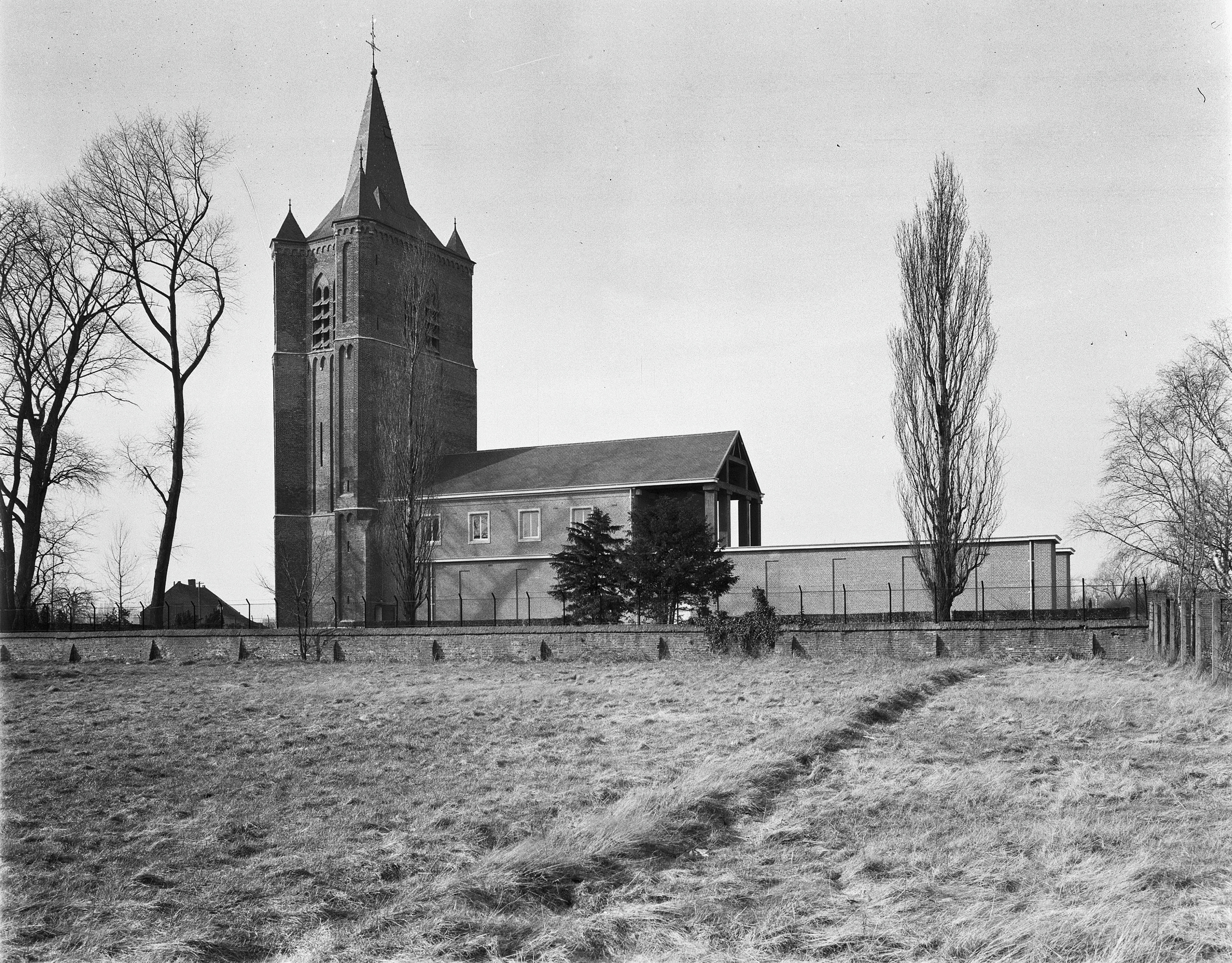
De Oude Toren in de jaren vijftig, toen nog te midden van de akkervelden

De Oude Toren is een laatmiddeleeuwse, bakstenen kerktoren aan de Oude Torenstraat in de Eindhovense wijk Woensel. De toren is het enige overgebleven deel van een aan St. Petrus gewijde kerk die waarschijnlijk in de 11e of 12e eeuw in de destijds zelfstandige nederzetting Woensel werd gesticht. De toren stamt uit de 14e of 15e eeuw, toen het gehele kerkgebouw werd vervangen door een bakstenen gebouw in de stijl van de Kempense gotiek. De toren stond lange tijd midden in de Woenselse akkervelden, maar werd vanaf de tweede helft van de vorige eeuw omringd door nieuw gebouwde woonhuizen en flats. De Oude Toren is een rijksmonument. De huidige woonwijk waarin de toren zich bevindt, Oude Toren, is naar het bouwwerk vernoemd.

## Voormalige St. Petruskerk

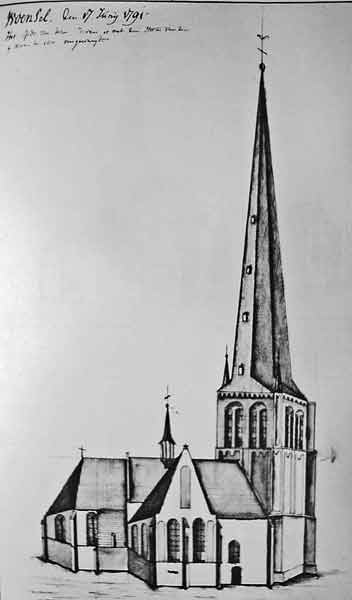
Prent uit 1791 met de nog intacte St. Petruskerk en de toren met de oorspronkelijke hoge spits

Ten tijde van de bouw van de toren was de toenmalige St. Petruskerk van Woensel de hoofdkerk van een groot dekenaat en de moederkerk van Eindhoven. De aanvankelijke toren had een hoogte van 63 meter, inclusief een opvallend hoge spits. Op 9 november 1800 stortte die spits tijdens een zware orkaan echter in het schip van de kerk. De kerk was op dat moment pas recent weer in bezit van de katholieke gemeenschap, na ruim anderhalve eeuw in handen van de veel kleinere protestantse gemeenschap te zijn geweest. De katholieke gemeenschap besloot met het oog op kostenbesparing het schip niet te herstellen, maar uit te wijken naar een schuurkerk aan de Woenselsestraat. Daar hadden de katholieken ook tijdens de protestantse overheersing van 1648 tot 1795 hun diensten gehouden.
De toren werd in 1801, het jaar na de orkaan, echter wel gerestaureerd. De verklaring daarvoor ligt waarschijnlijk in het feit dat kerktorens vroeger ook een publieke functie vervulden. De klokken werden immers gebruikt om de bevolking bij gevaar te waarschuwen en de toren diende als schuilplaats tijdens oorlogshandelingen. De nieuwe spits werd echter beduidend lager, waardoor de huidige toren in totaal 43 meter hoog is.

## Archeologische opgravingen
Het vernielde schip van de oude St. Petruskerk werd tussen 1815 en 1817 definitief gesloopt. In 1875-1876 werd uiteindelijk een nieuwe Sint-Petruskerk gebouwd, enkele honderden meters van de overgebleven Oude Toren. De begraafplaats rond de Toren bleef echter in gebruik. Tegenwoordig ligt de toren op de algemene begraafplaats van Woensel. In 1954 werd op de plaats van het vroegere schip begonnen met de bouw van een aula, voor gebruik bij begrafenissen. Tijdens de bouw werd in 1955 een kleinschalig archeologisch onderzoek uitgevoerd door Jaap Ypey (1917-1986), een medewerker van de Rijksdienst voor het Oudheidkundig Bodemonderzoek te Amersfoort. Daarbij werden onder meer fundamenten van het oude kerkgebouw, een lemen vloer en een laag verbrand graan gevonden. Aan de zuidzijde van de kerk bevinden zich de graven van Anton en zijn zoon Frits Philips, alsmede die de dochters van Anton Philips en zijn schoonzonen Henk van Riemsdijk en Frans Otten.
Naar aanleiding van verzakkingen werd in 2003 een grootschaliger archeologisch onderzoek uitgevoerd rond de Oude Toren. De verzakkingen bleken het gevolg te zijn van het langzaam ineenzakken van honderden menselijke skeletten die in de eeuwen ervoor in en rond de voormalige kerk waren begraven. Onder de begravingen die ontdekt werden bevonden zich skeletten uit de 11e eeuw of 12e eeuw en later. Tot de oudste gevonden begravingen hoorde onder meer een uitgeholde boomstam met de resten van een voor de tijd opvallend lang persoon. De lengte van het individu, 195 cm, zorgde voor de bijnaam 'de reus van Woensel'. Ook enkele andere menselijke overblijfselen werden in boomstamkisten aangetroffen.